# Tyfoon Haiyan

Een animatie van infraroodbeelden van tyfoon Haiyan van het moment van de grootste intensiteit tot het moment dat de storm in de Filipijnen aan land kwam

Tyfoon Haiyan, in de Filipijnen bekend als tyfoon Yolanda, was de 13e benoemde storm, de 9e tyfoon en de 5e supertyfoon van het tyfoonseizoen van de Grote Oceaan 2013. Het was de zwaarste storm van 2013 en een van de zwaarste stormen ooit. Het officiële dodental tot 23 november was 5.235 personen. Naar verwachting zou dit dodental nog verder oplopen, omdat nog z'n 1.600 mensen als vermist geregistreerd waren. Volgens schattingen van de Verenigde Naties waren meer dan 11,3 miljoen inwoners van de Filipijnen getroffen door de ramp en waren ongeveer 673.000 mensen dakloos geworden.

## Verloop

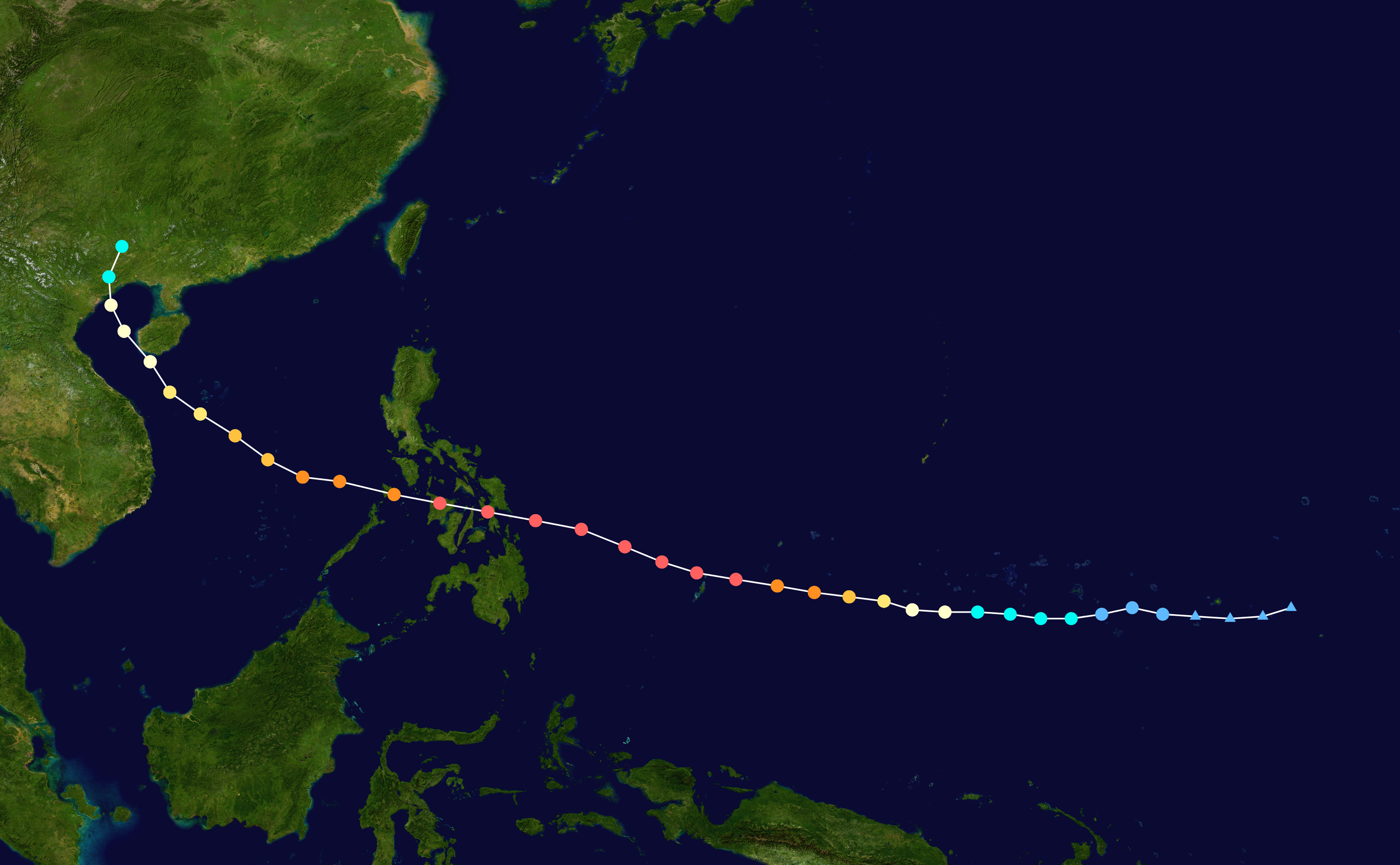
De route van Haiyan van ontstaan tot wanneer deze verdwijnt; de afstand tussen elk puntje is 6 uur

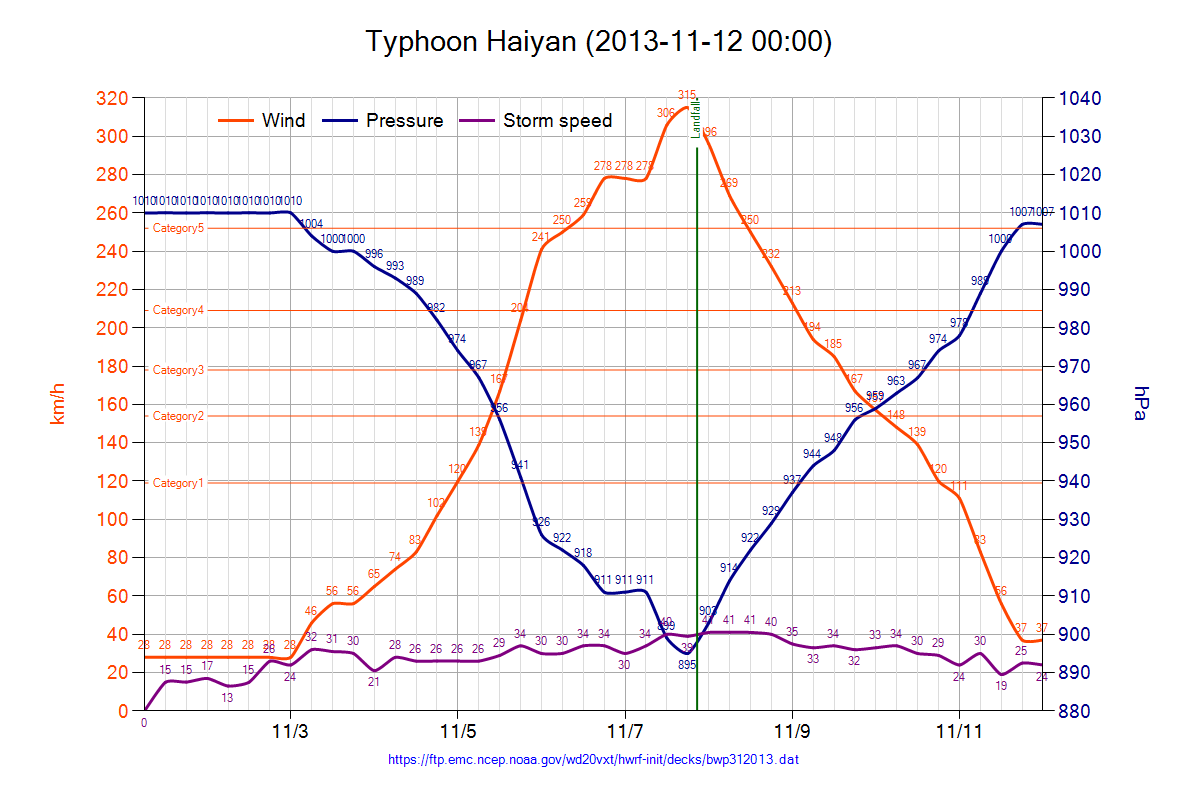

Het lagedrukgebied waaruit zich tyfoon Haiyan ontwikkelde was afkomstig uit de Grote Oceaan en werd door het Joint Typhoon Warning Center (JTWC) voor het eerst geregistreerd op zo'n 4.000 kilometer ten oostzuidoosten van de Filipijnen. Volgens schattingen van het JTWC bereikte Haiyan op 6 november de kracht van een supertyfoon. Later die dag bereikte de storm het verantwoordelijkheidsgebied van het Philippine Atmospheric, Geophysical and Astronomical Services Administration (PAGASA) en kreeg de tyfoon door PAGASA de naam Yolanda toegekend.
Haiyan kwam op 8 november om 4.40 uur aan land bij Guiuan op het eiland Samar. De wind bereikte op dat moment windsnelheden van 314 km/u (gemiddeld over 1 minuut gemeten). Daarmee was Haiyan een tyfoon in de zwaarste categorie op de schaal van Saffir-Simpson. Bovendien was het de storm met de hoogste windsnelheden ooit gemeten op het moment van het bereiken van land. Om 7.00 uur kwam de tyfoon aan bij Tolosa in Leyte en om 9.40 uur was het oog van de storm bij Daanbantayan op Cebu. Na de passage van Busuanga ten noorden van Palawan om 20.00 uur trok de storm verder richting Vietnam.
Als gevolg van de passage van de Filipijnse eilanden zwakte Haiyan in de dagen erna aanzienlijk af. Om 9.00 uur UST op 10 november bevond Haiyun zich op zo'n 115 kilometer ten noordnoordoosten van Đà Nẵng in Vietnam. De storm had toen gemiddelde windsnelheden van 148 km/u met windstoten tot 185 km/u en was daarmee een tyfoon in de eerste categorie. In de uren daarna zwakte Haiyan nog verder af, waarna hij als zware tropische storm aan land kwam bij Hải Phòng in het noorden van Vietnam.

## Gevolgen
Volgens de eerste berichten waren met name de eilanden in de Visayas, waar de tyfoon als eerste aan land kwam, zwaar getroffen. Van alles wat zich in het pad van het hart van de storm bevond, was zo'n 70 tot 80% compleet verwoest. Vloedgolven hadden in sommige delen van het rampgebied als gevolg van de harde wind alles in een strook van een kilometer vanaf de kust weggevaagd. In Leyte waren volgens gouverneur Dominic Petilla vermoedelijk meer dan 10.000 mensen om het leven gekomen. President Aquino gaf enkele dagen later echter aan dat dit aantal mogelijk te hoog ingeschat was. In Tacloban, de grootste stad en hoofdstad van de provincie Leyte, waren veel gebouwen met de grond gelijk gemaakt en was het vliegveld van de stad, Daniel Z. Romualdez Airport, verwoest. In Samar werden minstens 300 doden en 2.000 vermisten geregistreerd.
Doordat de wegen onbegaanbaar waren geworden, kwam de hulpverlening in de getroffen gebieden moeizaam op gang. Als gevolg hiervan kwamen vanuit getroffen steden als Tacloban berichten dat winkels leeggeroofd werden om aan voedsel en andere eerste levensbehoeften te komen. Naar aanleiding daarvan stuurde de Filipijnse regering het leger naar Tacloban om de orde te handhaven. Op maandagavond riep de president Aquino naar aanleiding van de gebeurtenissen de noodtoestand uit in het land. De Filipijnse regering vroeg de internationale gemeenschap om hulp. De Verenigde Staten stuurden 200 mariniers naar het getroffen gebied om de lokale hulpverleners te assisteren. Daarnaast werd het vliegdekschip USS George Washington met 5000 man personeel en 80 vliegtuigen aan boord naar het rampgebied gestuurd. Ook de Britse regering stuurde een marineschip naar de Filipijnen. Israël zond een mobiel militair hospitaal. Op 14 november werd hier een jongetje geboren, dat uit dankbaarheid de naam Israël kreeg. Nederland hield op 18 november een grootschalige televisieactie voor de slachtoffers. Dit bracht ruim 36 miljoen euro op.